# Лоусон, Джон Дэвид
Джон Дэ́вид Ло́усон (англ. John David Lawson; 4 апреля 1923, Ковентри, Уорикшир — 15 января 2008, Абингдон, Оксфордшир) — английский физик, впервые сформулировал Критерий Лоусона.

## Биография
Родился в Великобритания в 1923 году в городе Ковентри. В 1943 году окончил Кембриджский университет.
До окончания войны занимался прикладными исследованиями в области разработки микроволновых антенн.
В 1947 году влился в число сотрудников Британского научно-исследовательского института атомных исследований (British Atomic Energy Research Establishment), занимался экспериментами на ускорителе элементарных частиц первого поколения.
В 1957 году опубликовал научную статью, в которой впервые сформулировал критерий, обеспечивающий получение энергии при термоядерном синтезе (впоследствии названный критерием Лоусона).
В дальнейшем Лоусон занимался исследованиями прикладных проблем электромагнетизма, связанных с работой микроволновых ламп и ускорителей элементарных частиц, а также лучевыми исследованиями.